# 155 v. Chr.
Portal Geschichte | Portal Biografien | Aktuelle Ereignisse | Jahreskalender | Tagesartikel

◄ |
3. Jahrhundert v. Chr. |
2. Jahrhundert v. Chr. |
1. Jahrhundert v. Chr. |
►

◄ | 170er v. Chr. | 160er v. Chr. | 150er v. Chr. | 140er v. Chr. |
130er v. Chr. |
►

◄◄ | ◄ | 158 v. Chr. | 157 v. Chr. | 156 v. Chr. | 155 v. Chr. |
154 v. Chr. |
153 v. Chr. |
152 v. Chr. |
► |
►►
Staatsoberhäupter

## Ereignisse

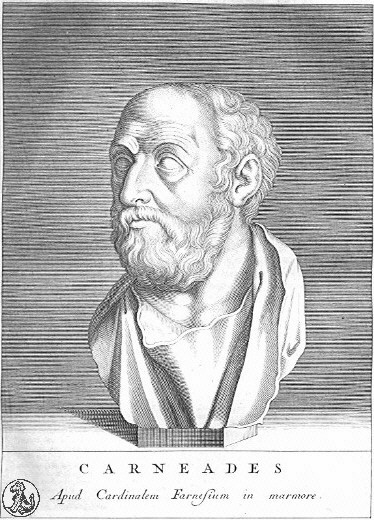
Stich einer antiken Karneades-Büste

- So genannte 'Philosophengesandtschaft' griechischer Philosophen von Athen nach Rom: Teilnehmer sind Karneades von Kyrene, Diogenes von Babylon und Kritolaos. Für die Teilnehmer bedeutet das eine große Ehre.